# 高野山海軍航空隊
高野山海軍航空隊（こうやさんかいぐんこうくうたい）は、和歌山県伊都郡高野町にあった大日本帝国海軍の部隊の一つ。前身は三重海軍航空隊 高野山分遣隊（みえかいぐんこうくうたい こうやさんぶんけんたい）。

## 概要
三重海軍航空隊高野山分遣隊は、和歌山県伊都郡高野町高野山の金剛峯寺の宿坊を兵舎として発足した。三重海軍航空隊に所属している教育中の特乙5期生から9期生までの全員が転隊して、予科練教程の教育が開始された。
1944年12月中旬になって、戦局が緊迫するのに伴い水中・水上特攻要員の募集が行われ、20日に特乙5期生から選抜された249人の第1次要員が退隊した。その後、特攻要員が退隊していった。
1945年3月1日、高野山分遣隊は三重海軍航空隊から独立し、高野山海軍航空隊として開隊、予科練教程専門の練習航空隊に指定され、第24練習連合航空隊に編入された。

## 沿革
- 昭和19年（1944年）8月15日 - 三重海軍航空隊高野山分遣隊として高野山で開隊
- 昭和20年（1945年）3月1日 - 高野山分遣隊が三重海軍航空隊から独立し、高野山海軍航空隊として開隊
- 1945年6月30日 - 大阪警備府に所属する。

## 駐屯地
- 高野山海軍航空隊適性部隊 - 本王院
- 士官宿舎 - 正智院
- 111分隊 - 宝城院
- 112分隊 - 明王院
- 113分隊 - 桜池院
- 134分隊 - 清浄心院